# 충청남도의 소규모 어항 목록
다음은 2010년 12월말 현재 충청남도의 소규모 어항 목록이다.
- 곰섬함 - 충청남도 태안군 남면 신온리 일원 (육지)
- 내리항 - 충청남도 태안군 이원면 내리 일원 (육지)
- 내파수도항 - 충청남도 태안군 안면읍 승언리 일원 (섬)
- 당산항 - 충청남도 태안군 이원면 당산리 일원 (육지)
- 당정항 - 충청남도 서천군 종천면 당정리 일원 (육지)
- 도비도항 - 충청남도 당진시 석문면 난지도리 일원 (육지)
- 독개항 - 충청남도 태안군 안면읍 정당리 일원 (육지)
- 뒷장벌항 - 충청남도 태안군 소원면 파도리 일원 (육지)
- 만수동항 - 충청남도 태안군 고남면 고남리 일원 (육지)
- 명덕항 - 충청남도 보령시 오천면 효자1리 일원 (섬)
- 미개항 - 충청남도 태안군 안면읍 창기리 일원 (육지)
- 밤섬항 - 충청남도 보령시 오천면 삽시도리 일원 (섬)
- 벌말항 - 충청남도 서산시 대산면 오지리 일원 (육지)
- 분점도항 - 충청남도 서산시 지곡면 도성리 일원 (섬)
- 사호항 - 충청남도 보령시 천북면 서호리 일원 (육지)
- 소난지도항 - 충청남도 당진시 석문면 난지도리 일원 (섬)
- 소도항 - 충청남도 보령시 오천면 효자2리 일원 (섬)
- 속동항 - 충청남도 홍성군 서부면 상황리 일원 (육지)
- 송학항 - 충청남도 보령시 주교면 은포리 일원 (육지)
- 왜목항 - 충청남도 당진시 석문면 교로리 일원 (육지)
- 외도항 - 충청남도 태안군 안면읍 승언리 일원 (섬)
- 용무지항 - 충청남도 당진시 석문면 장고항리 일원 (육지)
- 우도항 - 충청남도 서산시 지곡면 도성리 일원 (섬)
- 월도항 - 충청남도 보령시 오천면 효자2리 일원 (섬)
- 육도항 - 충청남도 보령시 오천면 효자2리 일원 (섬)
- 장곰항 - 충청남도 태안군 고남면 누동리 일원 (육지)
- 장구항 - 충청남도 서천군 종천면 장구리 일원 (육지)
- 장돌포항 - 충청남도 태안군 고남면 장곡리 일원 (육지)
- 장포항 - 충청남도 서천군 비인면 장포리 일원 (육지)
- 저두항 - 충청남도 보령시 오천면 원산도리 일원 (섬)
- 정당항 - 충청남도 태안군 안면읍 정당리 일원 (육지)
- 죽고지항 - 충청남도 태안군 고남면 누동리 일원 (육지)
- 죽도항 - 충청남도 홍성군 서부면 죽도리 일원 (섬)
- 진고지항 - 충청남도 보령시 오천면 원산도리 일원 (섬)
- 진산항 - 충청남도 태안군 남면 진산리 일원 (육지)
- 초전항 - 충청남도 보령시 오천면 원산도리 일원 (섬)
- 추도항 - 충청남도 보령시 오천면 효자2리 일원 (섬)
- 허육도항 - 충청남도 보령시 오천면 효자2리 일원 (섬)

## 같이 보기
- 대한민국의 소규모 어항